# Янг, Ли
Ли Янг (англ. Lee Young; 3 июля 1914, Новый Орлеан, Луизиана, США — 31 июля 2008, Лос-Анджелес, Калифорния, США) — американский джазовый барабанщик, младший брат легендарного тенор-саксофониста и кларнетиста Лестера Янга.

## Ранние годы
Отец Ли Янга был преподавателем музыки. С ранних лет он обучал детей игре на различных инструментах. Ли с детства отличался от старшего брата. Лестер мог часами упражняться на саксофоне, в то время как Ли предпочитал поиграть в мяч на улице. Когда семья поселилась в Лос-Анджелесе в период Великой депрессии, отец посылал детей на необычные танцевальные карнавалы. В то время Ли часто играл на ударных, переключившись на них с тромбона, а Лестер окончательно решил сосредоточиться на саксофоне.

## Жизнь и карьера
Первым коллективом Ли Янга стал оркестр Матта Кэйри, трубача и бэнд-лидера, начавшего свою музыкальную деятельность в Новом Орлеане. Кроме того, Янг гастролировал с вокалисткой Этель Уотерс. В записи он впервые принял участие в 23 года, как барабанщик Фэтса Уоллера. В 1937 году на теннисном корте он встретил юного Нормана Гранца, с которым они впоследствии организовали Jazz at the Philharmonic. В состав коллектива, среди прочих музыкантов, входили гитарист Лес Пол, тромбонист Дж. Дж. Джонсон, саксофонисты Жан-Батист Иллиной Жаке и Лестер Янг. Музыканты сотрудничали с такими выдающимися музыкантами, как Лайонел Хэмптон и Билли Холидэй. В числе знаменитостей, с которыми довелось играть Ли Янгу, также присутствуют Нэт «Кинг» Коул (с 1953 года, в составе трио), Лес Хайт, Бенни Гудмэн, Каунт Бэйси, Дюк Эллингтон. По словам джазового историка Фила Шаапа, Янг принял участие «буквально в тысячах записей». Помимо всего прочего, музыкант стал одним из первых, кто объединял в джазовых составах чёрных и белых музыкантов в то время, когда такой поступок ещё оставался весьма необычным и смелым.
Ли Янг стал известен не только, как джазовый исполнитель, но и как музыкальный продюсер. В частности, именно он открыл фьюжн-группу Steely Dan и продюсировал различные записи для лейблов Vee-Jay, Motown и ABC/Dunhill Records. Кроме того, он обучал актёра Микки Руни игре на ударных инструментах для очередного фильма. Янг стал первым (и в течение нескольких лет оставался единственным) афроамериканцем, работавшим в качестве постоянного студийного музыканта в Голливуде.
Интервью с Ли Янгом вошло в книгу «Central Avenue Sounds: Jazz in Los Angeles» (1999).
— Мне просто нравилось много играть, — говорит Ли. — Я приходил в различные клубы и говорил выступавшим там ребятам, что, если они хотят отдохнуть одну ночь, то я могу подменить их. Таким образом, у меня была возможность играть самую разную музыку, потому что я отпускал тех парней.
В отличие от старшего брата, который довёл организм до разрушения алкоголем и умер в 1959 году, Ли Янг был убеждённым трезвенником. Он прожил долгую жизнь и скончался в Лос-Анджелесе 31 июля 2008 года, в возрасте 94 лет. Его сестра Ирма ушла из жизни в 1993 году.